# Ферапонтовка
Ферапо́нтовка (рос. Ферапонтовка) — село у складі Курманаєвського району Оренбурзької області, Росія.

## Населення
Населення — 123 особи (2010; 158 у 2002).
Національний склад (станом на 2002 рік):
- росіяни — 83 %